# Thomas Hitzlsperger
Thomas Hitzlsperger, född 5 april 1982 i München, är en tysk före detta fotbollsspelare (mittfältare). Han har efter karriären som spelare fortsatt inom fotbollen, t.ex. som ordförande i VfB Stuttgart.
Efter att ha spelat i Bayern Münchens ungdomslag flyttade Hitzlsperger som 18-åring 2000 till Premier League-laget Aston Villa. Mellan 2001 och 2005 spelade han 99 ligamatcher för klubben. Hitzlsperger skrev på för VfB Stuttgart sommaren 2005, efter att kontraktet med Aston Villa gått ut. Med Stuttgart vann Hitzlsperger Bundesliga 2007. I januari 2010 skrev Hitzlsperger på för Lazio i italienska Serie A. Han hade dock svårt att ta en ordinarie plats i startelvan (han spelade endast sex ligamatcher under våren), och lämnade under sommaren 2010 klubben för spel i engelska West Ham. Han skrev på för Everton i engelska Premier League den 19 oktober 2012 efter att ha varit på provspel med klubben i 2-3 veckor och även spelat en match med reservlaget.
Hitzlsperger har sedan debuten i det tyska landslaget 2004 spelat över 50 landskamper och varit med i VM 2006 (brons) och EM 2008 (silver). Han spelade i alla kvalmatcher till VM 2010 utom en, men blev inte uttagen i slutspelstruppen.
Hitzlsperger kom ut som homosexuell i januari 2014.

### Webbkällor
- Thomas Hitzlsperger på Soccerbase (engelska)